# 魏恩加滕湖
46°03′48″N 7°50′19″E / 46.06333°N 7.83861°E
魏恩加滕湖（Weingartensee），是瑞士的湖泊，位於該國西南部，由瓦萊州負責管轄，面積0.01平方公里，海拔高度3,058米，在2001年6月洪水後修建大壩，水位略有降低。